# Axel Hamilton
Axel Wathier Hamilton, född 23 mars 1871 i Bärbo församling i Södermanlands län, död 15 augusti 1963 i Säby församling i Jönköpings län, var en svensk greve, sjukgymnast och entreprenör.

## Biografi
Axel Hamilton var son till kammarherre, godsägare Gustaf Axel Hamilton och grevinnan Marianne Lewenhaupt. Efter studentexamen i Örebro 1891 och officersexamen 1893 genomgick han utbildning vid Gymnastiska Centralinstitutet 1894–1897. Han blev underlöjtnant vid Första livgrenadjärregementet 1893, löjtnant 1897, kapten 1908 och major i armén 1921. Han var sjukgymnast i S:t Petersburg 1897–1902 och vid Tranås vattenkuranstalt 1902–1930. Han var direktör för och ägare av AB Hamiltons Tranåsbaden från 1930 och ägde Norraby gård från 1935.
Han var styrelseledamot av Smålands Idrottsförbund och ordförande i Tranås AIF. Han företog resor till Ryssland 1897–1902 och ett flertal europeiska länder. Han var riddare av Svärdsorden (RSO), hade Svenska idrottsförbundets förtjänstguldmedalj, Smålands idrottsförbunds guldmedalj, Tranås IF:s förtjänstguldmedalj och Svenska skidförbundets diplom.
Axel Hamilton gifte sig 1899 med Ingeborg von Hofsten (1876–1941), dotter till kapten Henrik von Hofsten och Emilia född i adelsätten Lorichs. Makarna Hamilton fick fem barn: 1) Sten (född och död 1900), 2) Björn (1901–1988), 3) Bengt (1904–1965), 4) Gunilla (1905–2000) och 5) Ann-Marie (1912–2003). Sonen Björn blev major och far till politikern Björn Hamilton. Dottern Gunilla blev gymnastikdirektör, sjukgymnast och vd för Tranåsbaden samt gift med Karl-Axel Linder och farmor till prästen Louise Linder. Dottern Ann-Marie blev också gymnastikdirektör; hon gifte sig med skriftställaren Torsten Scheutz. 
Andra gången gifte han sig 1948 med Greta Holmberg (1898–1981), dotter till civilingenjören, fabrikör Carl Olof Holmberg och Anna Viktoria Augusta Karlsson.